# Парламентская республика

Парламентские республики, в которых исполнительную власть осуществляет премьер-министр
Парламентские республики, в которых исполнительную власть осуществляет президент, избираемый парламентом
Президентские республики
Смешанные республики
Конституционные монархии, в которых исполнительную власть осуществляет премьер-министр

Парла́ментская респу́блика — разновидность республики с перевесом полномочий в пользу парламента. 
В парламентской республике правительство отвечает только перед парламентом, а не перед президентом. Парламент формирует правительство (из своего состава), определяет его состав, и принимает отставку; правительство несёт перед парламентом политическую ответственность.
При такой форме правления правительство формируется из депутатов партий, обладающих большинством голосов в парламенте. Оно остаётся у власти до тех пор, пока располагает поддержкой парламентского большинства. В случае утраты доверия большинства парламента правительство либо уходит в отставку, либо добивается через главу государства роспуска парламента и назначения новых выборов.

## Полномочия парламента
В полномочия парламента, помимо законодательства, входит контроль за правительством. Кроме того, парламент обладает финансовой властью, поскольку он разрабатывает и принимает бюджет государства, определяет пути социально-экономического развития, курс внутренней и внешней политики. Правительство ответственно перед парламентом.

## Глава государства
Глава государства в таких республиках, как правило, избирается парламентом или специально образуемой более широкой коллегией, включающей наряду с членами парламента представителей субъектов федерации или представительных региональных органов самоуправления. Это и является главным видом контроля парламента за исполнительной властью.
В Италии, например, президент республики избирается членами обеих палат на их совместном заседании, но при этом в выборах участвует по три представителя от каждой области, избранных областными советами. В Германии президент избирается Федеральным собранием (нем. Bundesversammlung), состоящим из членов Бундестага и такого же числа лиц, избираемых ландтагами земель на началах пропорционального представительства (Федеральный совет, нем. Bundesrat). В некоторых парламентских республиках президент может избираться гражданами. Например, в Австрии, где президент избирается населением сроком на 6 лет, в Чехии, где президент избирается населением сроком на 5 лет.
При этой форме государственного правления говорят о «слабом» президенте. Общие направления деятельности, которыми, порой, конституция наделяет президента парламентской республики, осуществляются, как правило, правительством, которое в лице своего главы или министра контрассигнует акты президента.
Тем не менее, президент при такой форме правления обладает определёнными серьёзными полномочиями. Он обнародует законы, издаёт декреты, награждает, формально назначает главу правительства, имеет право осуществлять помилование осуждённых, сохраняет за собой представительские функции, имеет право формального утверждения состава кабинета министров, право открыть первое заседание парламента нового созыва.
Президент, являясь главой государства, не является здесь главой исполнительной власти, то есть правительства. Премьер-министр формально назначается президентом, но это может быть только глава фракции, имеющей парламентское большинство, и необязательно глава победившей партии. Как уже замечено выше, важной особенностью парламентской республики является то, что правительство правомочно управлять государством лишь тогда, когда оно пользуется доверием парламента.
Однако существуют парламентские республики, в которых президент избирается парламентом и возглавляет правительство. К таким государствам относятся Швейцария, Южно-Африканская Республика, Ботсвана, Мьянма, Суринам и многочисленные малые государства.